# بيرتن ديكسترا
بيرتن ديكسترا (بالهولندية: Bert Dijkstra)‏ (و. 1920 – 2003 م) هو ممثل، من مملكة هولندا، توفي عن عمر يناهز 83 عاماً.

## وصلات خارجية
- بيرتن ديكسترا على موقع IMDb (الإنجليزية)
- بيرتن ديكسترا على موقع ديسكوغز (الإنجليزية)
- بيرتن ديكسترا على موقع قاعدة بيانات الفيلم (الإنجليزية)
- بيرتن ديكسترا على موقع كينوبويسك (الروسية)